# Luís Roberto Barroso
Luís Roberto Barroso (Vassouras, 11 de marzo de 1958) es un jurista, profesor y magistrado brasileño. Fue nombrado por Dilma Rousseff ministro del Supremo Tribunal Federal (STF) en 26 de junio de 2013, habiendo anteriormente actuado como abogado (desde 1981) y como procurador del Estado de Río de Janeiro (desde 1985).
Es profesor en la Universidad del Estado de Río de Janeiro (UERJ) y en la Universidad de Brasilia (UnB).

## Actuación

### Actividad académica y docente
Barroso se formó bacharel en derecho por la Universidad del Estado de Río de Janeiro (UERJ) en 1980. Se hizo maestro (Master of Laws) por la Yale Law School (Estados Unidos) en 1989, y libre docente y doctor por la UERJ, en 1990 y 2008, respectivamente. En 2011, realizó estudios de polvos-doutorado como visiting scholar en la Universidad de Harvard, ocasión en que escribió y publicó, nos Estados Unidos, trabajo intitulado Here, there and everywhere: human dignity in contemporary law and in the transnational discourse.
Vuelto al derecho público, especialmente teoría constitucional, derecho constitucional contemporáneo, interpretación constitucional, control de constitucionalidade, derecho constitucional económico, administrativo y regulación, Barroso es Profesor de la Facultad de Derecho de la UERJ desde 1982, siendo Profesor Titular de Derecho Constitucional desde 1995, además de Profesor Visitante de la Universidad de Brasilia desde 2009. Fue Profesor visitante de la Universidad de Poitiers (Francia) en febrero de 2010, y de la Universidad de Breslávia (Polonia) en octubre de 2009.
Fue uno de los creadores del programa de postgrado en Derecho Público de la UERJ, uno de los más reconocidos de Brasil y de donde salieron muchos nombres de éxito en el Derecho Constitucional brasileño.[cita requerida]
Es autor de algunos libros, tales como: El Derecho Constitucional y la efectividad de sus normas; Curso de Derecho Constitucional contemporáneo y Control de Constitucionalidad en el Derecho brasileño. Algunos de sus principales artículos están publicados en páginas de internet, entre los cuales: Neoconstitucionalismo y constitucionalización del Derecho; Constitución democrática y supremacía judicial; La dignidad de la persona humana en el Derecho Constitucional contemporáneo; Veinte años de la Constitución Federal: El Estado al que llegamos; La americanización del Derecho Constitucional y sus paradojas.[cita requerida]
Barroso ha sido invitado la palestrar en diversas universidades en Brasil y en el exterior, incluyendo en las prestigiadas New York University School of Law, nos Estados Unidos, y London School of Economics y Oxford University, en Inglaterra.[cita requerida]

### Abogacía
Barroso quedó conocido por su actuación, como abogado, en casos de gran repercusión ante el STF. Entre ellos, se destacan: defensa de las investigaciones con células tronco embrionarias, defensa de la equiparación de las uniones homoafectivas a las uniones estables tradicionales, defensa de la interrupción de la gestación de fetos anencefálicos y defensa de la prohibición del nepotismo en el Poder Judicial. También fue abogado del militante de la izquierda Cesare Battisti, condenado por asesinato y terrorismo en Italia, en un caso de gran proyección internacional.[cita requerida]
Además de socio en su oficina de abogacía, iniciado en 1981, Barroso fue procurador del estado de Río de Janeiro (habiendo sido lo 1º colocado en el concurso público de pruebas y títulos) desde 1985 hasta su indicación al Supremo Tribunal Federal en 2013. También fue asesor jurídico de la Secretaría de Justicia de Río de Janeiro, en la gestión del secretario Eduardo Seabra Fagundes, durante el primer gobierno de Leonel Brizola.[cita requerida]
Fue miembro del Consejo de Defensa de los Derechos de la persona humana (2000-2005) y de diversas comisiones del Ministerio de Justicia y del Senado Federal que elaboraron anteproyectos de leyes, como los que resultaron en la creación de las leyes 9.868 / 99, que dispone sobre la acción directa de inconstitucionalidad y la acción declaratoria de constitucionalidad, y 12.016 / 09, que trata sobre el mandamiento de seguridad. En 2012, participó en una comisión constituida en el marco del Senado que elaboró diversas propuestas para abordar los problemas del federalismo fiscal brasileño.[cita requerida]

## Supremo Tribunal Federal

### Indicación y sabatina
En 23 de mayo de 2013, a presidente de la República, Dilma Rousseff, lo indicó para ocupar la vacante abierta por la jubilación del ministro Carlos Ayres Britto en el Supremo Tribunal Federal. Anteriormente, Barroso había sido considerado como cotizado para el cargo en otras ocasiones.  Después de ser sabatinado por Senado Federal, fue aprobado con 26 votos favorables y 1 contrario en la Comisión de Constitución y Justicia y 59  votos favorables y 6 contrarios en el Plenario.[cita requerida]
En la sabatina, uno de los temas predominantes fue el activismo judicial, sobre el cual Barroso defendió que "cuando el Legislativo actúa, la Judicatura debe recular, la menos que haya una afronta evidente a la Constitución. Cuando el Legislativo no actúa, pero existen intereses en juego, la Judicatura debe actuar". Sobre el juicio del mensalão, declaró que el posicionamiento del STF fue más duro del que acostumbraba ser en decisiones penales, siendo "un punto fuera de la curva", pero se rechazó a opinar fuera de los autos sobre cuestiones que debería apreciar mientras miembro del tribunal, tales como la posibilidad de ser cabíveis embargos infringentes en favor de los condenados en ese juicio. Sobre la prerrogativa del Ministerio Público de conducir investigación, opinó que es posible, pero solo excepcionalmente, no debiendo ser la regla.[cita requerida]